# Corumbataia
Corumbataia – rodzaj słodkowodnych ryb sumokształtnych z rodziny zbrojnikowatych (Loricariidae).

## Występowanie
Brazylia.

## Klasyfikacja
Gatunki zaliczane do tego rodzaju:
- Corumbataia britskii
- Corumbataia cuestae
- Corumbataia liliai
- Corumbataia lucianoi
- Corumbataia tocantinensis
- Corumbataia veadeiros

Gatunkiem typowym jest Corumbataia cuestae.